# 8502 Bauhaus
A 8502 Bauhaus (ideiglenes jelöléssel 1990 TR12) a Naprendszer kisbolygóövében található aszteroida. Freimut Börngen,  Lutz D. Schmadel fedezte fel 1990. október 14-én.